# Zahiriyya
La Zahiriyya (in arabo ﻇﺎﻫﺮﻳـة‎?, Ẓāhiriyya) o Zahirismo è stata una scuola teologica e giuridica islamica caratterizzata da un accentuato letteralismo, manifestatasi per la prima volta in modo ufficiale nel IX secolo a Isfahan (Persia). Il suo fondatore fu Dāwūd b. ʿAlī al-Iṣfahānī (815-884) (Abū Dāwūd Sulaymān al-Ẓāhirī). Tale scuola era una scuola teologica e costituiva anche un madhhab specialmente in al-Andalus, sotto l'autorevole guida di Ibn Hazm.
La scuola giuridica, che non lasciava altro spazio di riferimento al giudice al di fuori di Corano e Sunna, scomparve senza lasciare tracce nel sunnismo.

## Il contesto
Dall'VIII secolo una disputa si sviluppò tra partigiani della tradizione e quelli che davano grande importanza all'opinione ragionata e motivata, gli aṣḥāb al-raʾy, "Sostenitori dell'opinione" (in arabo أصحاب الرّأي‎?).
Come sottolineava Ibn Khaldun, gli abitanti del Hijaz e quelli particolarmente di Medina, erano considerati a torto o a ragione i più versati nella conoscenza delle tradizioni ma, con gli Abbasidi, il baricentro del mondo musulmano si era spostato logicamente a Baghdad, in cui gli studiosi avevano tuttavia meno contatti diretti con le tradizioni attribuite a Maometto, e dove alcuni problemi come quello dell'agricoltura assumevano svariate forme rispetto alla meno fertile regione e quasi totalmente arida della Mecca.
In questo ambiente culturale più ricco e variegato, era inevitabile che il ragionamento personale fosse tenuto in grande conto. Questa linea non trascurava la tradizione, ma si pensava che essa, pure indispensabile, dovesse essere completata ricorrendo ad altri codici. Allo stesso tempo, tra gli sciiti, cominciò a prender piede un movimento di pensiero che tendeva all'esoterismo, chiamato appunto dai suoi avversari bāṭiniyya.
Tale movimento credeva che al di là di ogni cosa evidente (ẓāhîr) v'era un significato nascosto, esoterico (bāṭin). Questo orientamento fu assai forte e incisivo sotto il califfato dell'abbaside al-Maʾmūn (813-833). L'VIII secolo fu contrassegnato da una diffusa atmosfera intellettuale esoterica, che metteva a rischio le fondamenta del pensiero islamico, come la natura divina, le basi del Corano e lo stesso atteggiamento nei confronti dell'istituto califfale. Va anche ricordato che, malgrado un sostanziale obiettivo religioso, tendente a sfrondare la discussione sul monoteismo islamico da tutta una serie di superfetazioni, i mutaziliti s'impegnarono con decisione per usare lo strumento del ragionamento in tutti i campi, ivi compresi quelli della fede religiosa e della Rivelazione islamica.

## La dottrina
Dāwūd ibn ʿAlī studiò a Baghdad sotto la guida di vari dotti, tra cui Abu Thawr, Yahya ibn Ma'in e Ahmad ibn Hanbal. Passò al madhhab hanafita, al quale apparteneva suo padre e si avvicinò ai sostenitori della tradizione (Ahl al-ḥadīth) ma anche a uomini appartenenti agli Aṣḥāb al-raʾy, di cui gli Hanafiti erano i principali rappresentanti. Fu solo dopo aver completato la propria formazione a Nishapur (Khorasan) che tornò a Baghdad per scrivervi le proprie opere (852).
Una certa insoddisfazione intellettuale, causata forse dal suo studio approfondito dello Sciafeismo, lo indusse a dar vita a una sua scuola personale: lo zahirismo.
Le fonti di questa scuola erano:
1. il Corano
2. I ḥadīth
3. Il consenso (Ijmāʿ) dei Compagni di Maometto
4. L'unanimità dei dotti musulmani, basata sul ḥadīth che la Umma non si sarebbe mai trovata concorde su un errore.
5. L'istiṣḥāb, principio secondo cui la legittimità dell'operato qualora un passaggio coranico, di Sunna o dei dotti, non lo vieti esplicitamente.

Secondo Ibn Ḥazm, non vi erano altre fonti, rigettava quindi il ragionamento deduttivo (qiyās), l'opinione personale del giudice (raʾy), o l'imitazione delle decisioni delle generazioni precedenti (taqlīd).
Alcune fonti raccontano che Dāwūd ibn ʿAlī abbia ammesso il ragionamento per analogia (qiyās) in alcuni casi che apparivano evidenti, ma di ciò non si ha la certezza. Il consenso (Ijmāʿ) veniva ammesso solo se vi era il consenso dei Compagni di Maometto, sulla base del fatto che essi erano pienamente consapevoli delle intenzioni del Profeta.
Gli zahiriti furono tra coloro che pensavano che una donna potesse essere imam durante la preghiera canonica. Citavano il caso di Umm Waraqa, una contemporanea di Maometto, che imparò a memoria tutto il Corano e a cui Maometto diede il permesso di guidare la preghiera.
Dāwūd ibn ʿAlī venne fortemente criticato dai giuristi suoi contemporanei. Gli sciafeiti in particolar modo, consideravano la scuola Zahirita come la peggiore di tutte. Secondo i seguaci degli altri madhāhib, il rifiuto del ragionamento deduttivo (qiyās) rendeva gli zahiriti inadatti a esercitare la funzione di giudice. Dāwūd ibn ʿAlī venne anche accusato di essere ignorante ed eretico. Ahmad ibn Hanbal, il fondatore del madhhab hanbalita, non teneva in considerazione gli zahiriti. Nonostante ciò gli zahiriti erano numerosi e alcuni di loro divennero molto influenti.
Dāwūd ibn ʿAlī morì a Baghdad nell'884.
Ibn Ḥazm (teologo andaluso morto nel 1064), fu uno dei più importanti rappresentanti di tale madhhab, fu l'autore della al-Muhalla, un'opera sulla giurisprudenza (fiqh) zarihita. Gli ʿulamāʾ delle scuole tradizionali utilizzano spesso tale opera come riferimento.